# 1987 en cyclisme
| Années du cyclisme : 1984 - 1985 - 1986 - 1987 - 1988 - 1989 - 1990    |
| Décennies du cyclisme : 1950 - 1960 - 1970 - 1980 - 1990 - 2000 - 2010 |

Les faits marquants de l'année 1987 en cyclisme.

## Par mois

### Mars
- 21 mars : le Suisse Erich Maechler gagne Milan-San Remo.

### Avril
- 5 avril : le Belge Claude Criquielion est victorieux sur le Tour des Flandres.
- 12 avril : Eric Vanderaerden remporte Paris-Roubaix.
- Moreno Argentin réussit le triplé sur Liège-Bastogne-Liège.

### Mai
- 15 mai : le Colombien Luis Herrera remporte le Tour d'Espagne.

### Juin
- 13 juin : l'Irlandais Stephen Roche obtient la victoire sur le Tour d'Italie.

### Juillet
- 25 juillet : Stephen Roche fait le doublé Giro-Tour de France.

### Septembre
- 6 septembre : Stephen Roche est champion du monde sur route. Il est le deuxième coureur à remporter le Tour de France, le Tour d'Italie et le championnat du monde la même année après Eddy Merckx.

### Octobre
- 17 octobre :  Moreno Argentin s'impose sur le Tour de Lombardie.

## Principales naissances
- 18 janvier : Caroline Mani, cycliste française.
- 26 janvier : Rigoberto Urán, cycliste colombien.
- 13 février : René Enders, cycliste allemand.
- 25 février : Olga Streltsova, cycliste russe.
- 11 mars : Stefano Pirazzi, cycliste italien.
- 18 avril : Kévin Sireau, cycliste français.
- 24 avril : Rein Taaramäe, cycliste estonien.
- 30 avril : Marta Bastianelli, cycliste italienne.
- 12 mai : Lee Wai-sze, cycliste hongkongaise.
- 13 mai : Marianne Vos, cycliste néerlandaise.
- 17 mai : Edvald Boasson Hagen, cycliste norvégien.
- 25 mai : Ian Stannard, cycliste britannique.
- 26 juin : Maximilian Levy, cycliste allemand.
- 5 juillet : Alexander Kristoff, cycliste norvégien.
- 22 juillet : Sam Bewley, cycliste néo-zélandais.
- 14 août : Matteo Rabottini, cycliste italien.
- 31 août : Morgan Kneisky, cycliste français.
- 3 septembre : Michaël D'Almeida, cycliste français.
- 1er octobre : Wout Poels, cycliste néerlandais.
- 21 octobre : Stephanie Pohl, cycliste allemande.
- 5 novembre : Ben Swift, cycliste britannique.
- 15 novembre : Leopold König, cycliste tchèque.
- 6 décembre : Rachel Atherton, pilote de VTT britannique.
- 10 décembre : Sergio Henao, cycliste colombien.
- 23 décembre : Shara Gillow, cycliste australienne.

## Principaux décès
- 2 janvier : Jean de Gribaldy, cycliste et dirigeant d'équipe français. (° 18 juillet 1922).
- 19 avril : Paul Maye, cycliste belge. (° 19 août 1913).
- 18 mai : Lucien Choury, cycliste français. (° 26 mars 1898).
- 31 mai : Domenico Piemontesi, cycliste italien. (° 11 janvier 1903).
- 17 juin : Fabio Battesini, cycliste italien. (° 19 février 1912).
- 20 juin : Mariano Cañardo, cycliste espagnol. (° 5 février 1906).
- 23 juin : Sauveur Ducazeaux, cycliste français. (° 8 décembre 1910).
- 14 septembre : Octave Dayen, cycliste belge. (° 17 juillet 1946).
- 25 octobre : Pascal Jules, cycliste français. (° 22 juillet 1961).
- 1er novembre : Pierre Matignon, cycliste français. (° 11 février 1943).
- 18 novembre : Jacques Anquetil, cycliste français. (° 8 janvier 1934).